# 의정부종합운동장
의정부종합운동장(議政府綜合運動場, Uijeongbu Sports Complex)은 대한민국 경기도 의정부시에 있는 스포츠 시설이다. 주경기장은 천연잔디 필드와 우레탄 트랙이 갖춰진 다목적 경기장이고, 그 외 보조경기장, 실내체육관, 사이클경기장, 추동배드민턴장, 테니스장, 실내빙상장 및 녹양야구장 등의 스포츠 시설로 구성되어 있다. 의정부종합운동장이란 용어가 스포츠 경기장 종합 단지의 의미와 주경기장을 바로 지칭하는 의미로 혼용되어 사용되고 있다.

## 시설

### 주경기장
2002년 4월 30일 완공되어 5월 1일 개장하였다. 좌석수는 28,000석이다. 2014년부터 FC 의정부의 홈경기가 개최되고 있다.

## 참고 문헌
- “의정부종합운동장”. 의정부시시설관리공단. 2019년 10월 22일에 원본 문서에서 보존된 문서. 2019년 10월 8일에 확인함.
- “의정부종합운동장”. 의정부시청.
- 〈의정부종합운동장〉. 《두피디아》. 두산.
- 《전국 공공체육 시설 현황 (2017년말 기준)》. 대한민국 문화체육관광부. 2019.
- 《2019년 전국 공공체육시설 현황 (2018년말 기준)》. 대한민국 문화체육관광부. 2020.
- 《2023 전국 공공체육시설 현황 (2022년 12월말 기준)》. 대한민국 문화체육관광부. 2024.